# 이와키정 (아오모리현)
이와키정(일본어: 岩木町)은 아오모리현 나카쓰가루군에 있던 정이다. 2006년 2월 27일, 소마촌과 같이 히로사키시로 합쳐졌다. 이와키강이 흐르며, 이와키산이 위치하고 있다.

## 지리
이와키산의 정상이 동네에있어, 이와키정의 서쪽 절반 가량이 이와키산의 산록되어있다. 도시의 남동쪽을 흐르는 이와키강을 따라 시정촌 경계가있다. 시내 중심가는 히로사키시에 가까운 마을의 동쪽에 있다. 

## 연혁
- 1889년 4월 1일 - 정촌제 시행에 의해 나카쓰가루군 미야지촌, 고다이촌, 니이오카촌, 가쓰라하라촌, 신보시촌, 모모사와촌, 도키와노촌, 마츠시로촌과 합병해, 이와키촌이 성립하였다.
- 1939년 8월 1일 - 다이지 마츠시로가 니시쓰가루군 나카무라(현·아지가사와정)에 편입.
- 1955년 3월 1일 - 오라촌, 고마코시촌과 합병해, 새로운 이와키촌이 성립하였다.
- 1961년 2월 1일 - 정으로 승격하였다.
- 2006년 2월 27일 - 히로사키시, 소마촌과 합병해, 새로운 히로사키시가 되어 소멸하였다.

## 교통

### 현도
- 아오모리 현도 제3호선
- 아오모리 현도 제28호선
- 아오모리 현도 제30호선
- 아오모리 현도 제35호선
- 아오모리 현도 제129호선